# 湖広填四川
湖広填四川（ここうてんしせん、「湖広、四川を填む」 ここう、しせんをはむ、または「湖広、四川を填たす」 ここう、しせんをみたす）とは、中国の元末明初および明末清初の二度にわたり四川省で起こった大規模な移住運動。現在の湖南省・湖北省（元代から明代にかけての「湖広行省」）と広東省（主に客家人）などの住民数百万人が、四川盆地の各地（主に四川東部の重慶、達州、涪陵、万県の4地区）へと移住した。湖北・湖南・広東のほかにも、江西省、福建省、広西省など十数省の住民が四川省へ移住している。
元末期および明末期、四川省は激しい戦乱に遭い人口が急激に減少した。例えば明末期に成都を本拠とした反乱軍の首領・張献忠や、明末清初の将軍・呉三桂は四川を戦乱に巻き込み大殺戮を行ったとされる。明後半に300万の人口を数えた四川は清初期には人口が数万人にまで激減し（『明會要』巻五十によれば明の神宗万暦六年（1578年）に人口310万2073人だった四川は、嘉慶『四川道志』巻十七によれば、清の聖祖康熙二十四年（1685年）には1万8090人となっていたという）、四川の地方政府は省外の住民を誘致することを迫られた。これに応じてきた移民は、湖広行省からの移民が最も多かった。この大規模な移民で四川には湖広行省を本籍とする人口が多数を占め、「江西填湖広」（元末明初に大虐殺に見舞われた湖広行省に、江西省からの移民が多数送られた）と同じような状況が出現した。
現在の四川省、重慶市のほか、境界を接する貴州省北部・中部、および湖南省と湖北省の西部に北方方言である官話（「西南官話」）の話者が多いのは、「湖広填四川」の移民運動と関わりが深いとされる。重慶を中心とする川東地区（四川東部）の文化は、この移民の波の後、成都を中心とする四川盆地中央部の文化や方言から分かれ始め、湖南省や広東省の方言や発音や文化が影響するようになった。